# 아이디얼 몫
가환대수학에서 아이디얼 몫(영어: ideal quotient)은 같은 가환환 속의 두 아이디얼에 대하여 정의되는 이항 연산이다. 이는 아이디얼에 대한, 나눗셈의 일반화이다. 대수기하학에서, 이는 두 부분 대수다양체의 ‘차집합’에 해당한다. (대수기하학에서 아이디얼의 곱셈은 대략 부분 대수다양체의 ‘합집합’에 해당하며, 이는 그 역연산에 ‘가장 가까운’ 연산이다.)

## 정의
가환환 {\displaystyle R}의 아이디얼 {\displaystyle {\mathfrak {i}},{\mathfrak {j}}\subseteq R}가 주어졌다고 하자. 그 몫 아이디얼은 다음과 같은 부분 집합이다.
{\displaystyle ({\mathfrak {i}}:{\mathfrak {j}})=\{r\in R\colon r{\mathfrak {j}}\subseteq {\mathfrak {i}}\}}
이는 {\displaystyle R}의 아이디얼을 이룬다.

## 성질
다음이 성립한다.
{\displaystyle ({\mathfrak {i}}:R)={\mathfrak {i}}}
{\displaystyle (R:{\mathfrak {j}})=R}
{\displaystyle (0:{\mathfrak {j}})=\operatorname {Ann} _{R}({\mathfrak {j}})} (아이디얼의 소멸자)
{\displaystyle ({\mathfrak {i}}:0)=R}
보다 일반적으로, 만약 {\displaystyle {\mathfrak {j}}\subseteq {\mathfrak {i}}}라면, 다음이 성립한다.
{\displaystyle ({\mathfrak {i}}:{\mathfrak {j}})=R}
기하학적으로, 이는 만약 {\displaystyle J\supseteq I}일 때 {\displaystyle I\setminus J=\varnothing }임에 해당한다.
아이디얼 몫은 다음과 같은 ‘분배 법칙’을 따른다.
{\displaystyle ({\mathfrak {i}}:({\mathfrak {j}}+{\mathfrak {k}}))=({\mathfrak {i}}:{\mathfrak {j}})\cap ({\mathfrak {i}}:{\mathfrak {k}})}
대수기하학적으로, 아이디얼의 합은 대략 부분 대수다양체의 교집합에 해당하며, 아이디얼의 교집합은 대략 부분 대수다양체의 합집합에 해당한다. 따라서 이는 집합론적 항등식
{\displaystyle I\setminus (J\cap K)=(I\setminus J)\cup (I\setminus K)}
에 해당한다.

## 예

### 대수다양체
대수적으로 닫힌 체 {\displaystyle K} 위의 다항식환 {\displaystyle K[x_{1},\dotsc ,x_{n}]}의 두 아이디얼 {\displaystyle {\mathfrak {i}},{\mathfrak {j}}\subseteq K[x_{1},\dotsc ,x_{n}]}이 주어졌다고 하자. 또한, {\displaystyle {\mathfrak {i}}={\sqrt {\mathfrak {i}}}}라고 하자 (즉, {\displaystyle {\mathfrak {i}}}는 스스로의 소근기와 일치한다). 그렇다면, 다음이 성립한다.
{\displaystyle Z({\mathfrak {i}}:{\mathfrak {j}})=\operatorname {cl} (Z({\mathfrak {i}})\setminus Z({\mathfrak {j}}))}
여기서
- {\displaystyle \operatorname {cl} (-)}은 자리스키 위상에서 부분 집합의 폐포이다.
- {\displaystyle Z({\mathfrak {j}})}는 {\displaystyle R}의 소 아이디얼 {\displaystyle {\mathfrak {p}}\in \operatorname {Spec} R} 가운데 {\displaystyle {\mathfrak {p}}/{\mathfrak {j}}\in \operatorname {Spec} (R/{\mathfrak {j}})}인 것이다. 즉, 이는 {\displaystyle {\mathfrak {j}}}에 대응하는 부분 대수다양체의 점들이다.

예를 들어, {\displaystyle \mathbb {C} [x,y,z]} (복소수 3차원 아핀 공간) 속의 아이디얼 {\displaystyle (xyz)} ({\displaystyle x}평면· {\displaystyle y}평면 · {\displaystyle z}평면의 합집합)와 {\displaystyle (xy)}({\displaystyle x}평면과 {\displaystyle y}평면의 합집합)를 생각하자. 이 경우
{\displaystyle ((xyz):(xy))=(z)}
이다.

### 정수
정수환 {\displaystyle \mathbb {Z} }은 주 아이디얼 정역이므로, 모든 아이디얼은 주 아이디얼이다. 이 경우 아이디얼 몫은 다음과 같다.
{\displaystyle ((m):(n))=\left({\frac {m}{\gcd\{m,n\}}}\right)}
여기서 {\displaystyle \gcd }는 최대공약수이다. 또한,
{\displaystyle \gcd\{m,0\}=m}
{\displaystyle {\frac {0}{0}}=1}
로 간주한다. 즉, 풀어 쓴다면
{\displaystyle ((m):(n))={\begin{cases}(m/\gcd\{m,n\})&m\neq 0\neq n\\(1)&n=0\\(0)&m=0\neq n\end{cases}}}
이다.
특히, 만약 {\displaystyle m}이 {\displaystyle n}의 배수일 경우
{\displaystyle ((m):(n))=(m/n)}
이 된다. 반면, 만약 {\displaystyle m}과 {\displaystyle n}이 서로소인 경우
{\displaystyle ((m):(n))=(m)}
이다.